# CSD Barber
CSD Barber (vollständiger Name: Sport Voetbal Centro Social Deportivo Barber) ist ein Fußballverein aus Barber auf der Insel Curaçao und spielt in der Saison 2015 als Titelverteidiger in der Sekshon Pagá, der höchsten Spielklasse des nationalen Fußballverbands von Curaçao. Der Verein ist insgesamt sechsfacher Gewinner der Sekshon Pagá und gewann achtmal die Kopa Antiano.

## Erfolge
- Kopa Antiano[1]

Meister: 2002, 2003, 2004, 2005, 2006, 2007, 2008, 2010
- Sekshon Pagá[2]

Meister: 2002, 2003, 2004, 2005, 2007, 2014